# Steve McCatty
Steven Earl McCatty (né le 20 mars 1954 à Détroit, Michigan, États-Unis) est un lanceur droitier de baseball ayant joué dans les Ligues majeures avec les Athletics d'Oakland de 1977 à 1985.
Il est de 2009 à 2015 l'instructeur des lanceurs des Nationals de Washington.
 

## Carrière de joueur
Steve McCatty signe son premier contrat professionnel en 1973 avec les Athletics d'Oakland. Il fait ses débuts dans le baseball majeur avec Oakland le 17 septembre 1977 et passe toute sa carrière de joueur avec cette franchise, y disputant son dernier match le 25 septembre 1985.
Presque toujours lanceur partant, McCatty, un droitier, connaît de bonnes saisons au tournant des années 1980. À sa première année complète pour les A's en 1979, il remporte 11 victoires contre 12 défaites dans une saison de 31 matchs, dont 23 départs et 8 présences en relève. Il réussit 8 matchs complets. En 1980, il fait passer sa moyenne de points mérités de 4,22 la saison précédente à 3,86. Il gagne 14 matchs, en perd 14, et complète 11 de ses matchs, réussissant au passage son premier blanchissage.
En 1981, McCatty mène les majeures pour les victoires avec 14 (contre 7 défaites) et les blanchissages (4). Il présente sa meilleure moyenne de points mérités en carrière (2,23 en 185 manches et deux tiers lancées) et termine second du baseball majeur pour les matchs complets (16) avec deux de moins que son coéquipier Rick Langford. Ces performances lui valent une deuxième place au vote désignant le vainqueur du trophée Cy Young du meilleur lanceur de la Ligue américaine, derrière le lauréat Rollie Fingers des Brewers de Milwaukee. Il reçoit même des votes pour le prix du meilleur joueur de la saison, terminant 13e au scrutin également remporté par Fingers. McCatty participe aux séries éliminatoires en 1981, méritant une des trois victoires des Athletics en Série de division contre Kansas City. Il subit une défaite en Série de championnat de la Ligue américaine, alors que le parcours des A's est stoppé par les Yankees de New York.
Steve McCatty est apparu dans 221 matchs de la Ligue majeure, dont 161 comme lanceur partant. Sa moyenne de points mérités en carrière s'élève à 3,99 en 1188 manches et un tiers au monticule. Il compte 45 matchs complets dont 7 blanchissages et 541 retraits sur des prises. Il a remporté 63 victoires, subi 63 défaites et réussi 5 sauvetages.

## Carrière dans les médias
McCatty travaille en 1989 et 1990 comme commentateur des matchs des A's d'Oakland. En 1991, il est annonceur durant les matchs de baseball à ESPN.

## Carrière d'entraîneur
Steve McCatty est instructeur en ligues mineures dans l'organisation des Tigers de Détroit de 1996 à 2001. Il est instructeur des lanceurs des Tigers durant la saison 2002.
De 2003 à 2005, il est instructeur des lanceurs des Lynx d'Ottawa de la Ligue internationale, alors que l'équipe est le club-école des Orioles de Baltimore.
Il rejoint l'organisation des Nationals de Washington en 2006 en tant qu'instructeur des lanceurs de leur club-école AAA à Syracuse. Le 2 juin 2009, il quitte Syracuse pour remplacer Randy St. Claire au poste d'instructeur des lanceurs des Nationals, fonctions qu'il occupe depuis. Il a notamment sous ses ordres en 2012 un talentueux groupe de jeunes lanceurs comprenant Stephen Strasburg, Jordan Zimmermann et Gio Gonzalez.
Il est congédié par les Nationals le 5 octobre 2015 en même temps que six autres instructeurs de l'équipe et que le gérant Matt Williams.

## Vie personnelle
Le fils de Steve McCatty, Shane, est un lanceur qui évolue en ligues mineures dans l'organisation des Nationals depuis 2009,.